# Na cz@tach
Na cz@tach – polska produkcja niezależna z 2006 roku. Filmowy debiut Bena Talara, późniejszego twórcy "Zabójczego nagrania" (2008), "Antka" (2010), "Kolekcjonera dusz" (2011) oraz dokumentów "Kraków po latynosku" (2007) i "W cieniu Chucka Norrisa" (2013).
Oficjalna premiera pełnej wersji filmu miała miejsce w krakowskim kinie "Mikro" 20 lutego 2007 r. Następnie film w półgodzinnej wersji był prezentowany na pokazach festiwali: "Kiloff niezależny festiwal filmowy" w Katowicach, "Lato Filmów" w Toruniu, 11. edycji Międzynarodowego Festiwalu Filmowego "Off Cinema" w Poznaniu, Międzynarodowego Festiwalu "ZOOM Zbliżenia" w Jeleniej Górze, "Slamdance On The Road" w Krakowie oraz na "32. Festiwalu Polskich Filmów Fabularnych" w Gdyni.
Na "Festiwalu Filmowym Drzwi" w Gliwicach produkcję wyróżniono I nagrodą w kategorii Aktorstwo oraz wyróżnienie za muzykę. Film był później emitowany w serwisie "KinOFFteka" należącego do portalu "Onet.pl", "Interia.tv", oraz w telewizji Kino Polska i Canal+.

Na temat fabuły reżyser powiedział:
"To film o tym jak trudno zrozumieć najbliższą osobę, kiedy nie rozmawia się z nią, lecz naszym wyobrażaniem o niej. Internet pozwala na anonimowość, a przez to na szczerość i otwartość, choć wiąże się również z pewnymi zagrożeniami".
W 2010 roku powstała nowa wersja filmu zatytułowana "Złapani w sieci". Poprawiono kompozycję i kolorystykę obrazu. Z filmu wycięto wiele wątków pobocznych (w sumie 75% fabuły), a z obsady pozostała jedynie trójka aktorów tworzących uczuciowy trójkąt. Nową oprawę muzyczną zapewnił Bogusław Salnikow i zespół Rockaway. Premiera miała miejsce 25 maja 2010 podczas przeglądu "Rebelianci bez budżetu" w "DKF Overground" w Warszawie. Poza tym film był prezentowany m.in. w ramach XI "Letniego Festiwalu Filmowego" w Zamościu, w konkursie festiwalu "Kręci się", w konkursie 2. edycji festiwalu "Solanin" w Nowej Soli oraz w konkursie 56. Ogólnopolskiego Festiwalu Filmów Amatorskich OKFA w Koninie w 2010 r. (gdzie startowały również dwie wcześniejsze produkcje reżysera: "Antek" i "Ścierwodziad").

## Obsada
- Piotr Jędrzejek – Adam
- Barbara Kurzaj – Monika
- Dominik Nowak – Darek
- Iwona Drejer – Paulina
- Dorota Rusek – Ewa
- Edward Linde-Lubaszenko – terapeuta
- Ben Talar – szef
- Sylwia Villanueva – żona Darka
- Mieczysław Talarek – taksówkarz
- Wojciech Janiszewski – barman
- Radosław Zieliński – gość
- Joanna Mazia – gość
- Katarzyna Mazurek – gość
- Przemysław Dębowiak – gość

Źródło